# Graphoderus occidentalis
Graphoderus occidentalis är en skalbaggsart som beskrevs av Horn 1883. Graphoderus occidentalis ingår i släktet Graphoderus och familjen dykare. Inga underarter finns listade i Catalogue of Life.